# Мілет

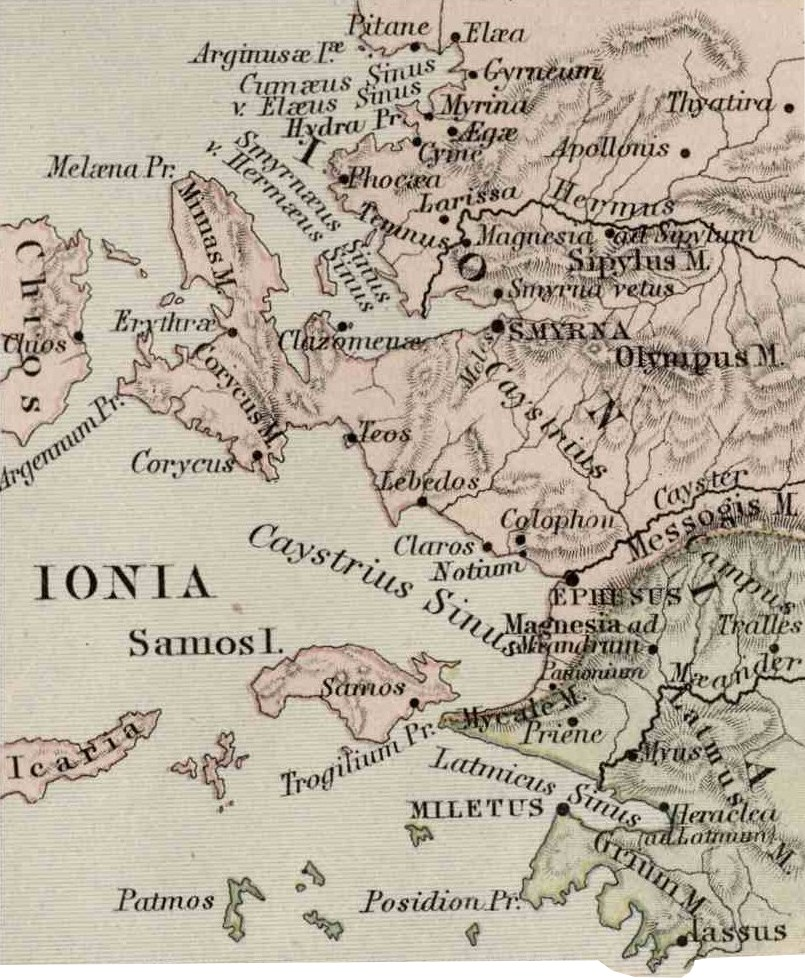
Мілет на мапі Іонії

37°31′ пн. ш. 27°17′ сх. д. / 37.517° пн. ш. 27.283° сх. д.
Мілет (грец. Μίλητος, хетт. Millawanda) — давньогрецьке місто-держава на заході Анатолії.

## Історія

### На перехресті міграцій

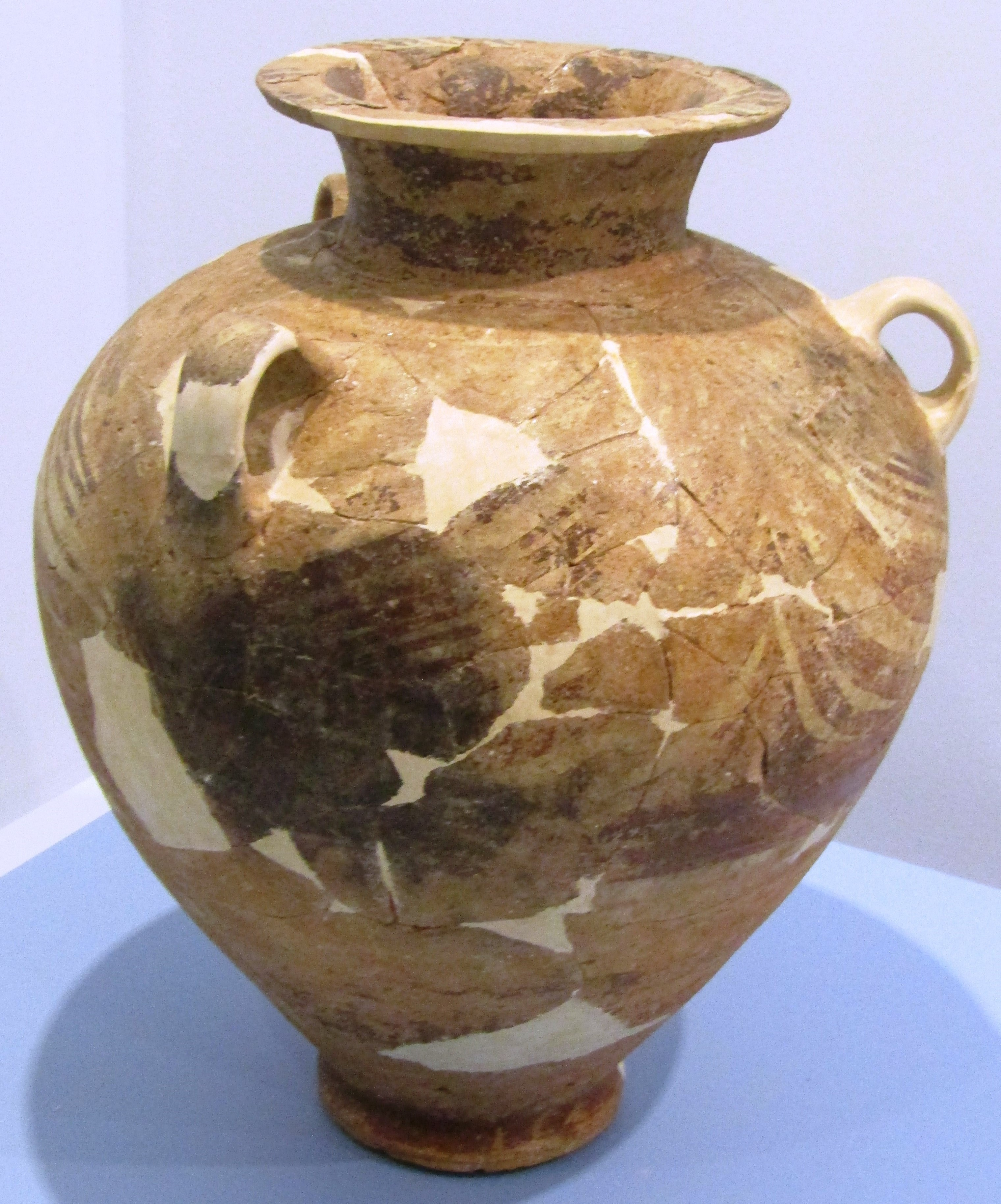
Так звана «палацова амфора» мінойської доби, знайдена в Мілеті

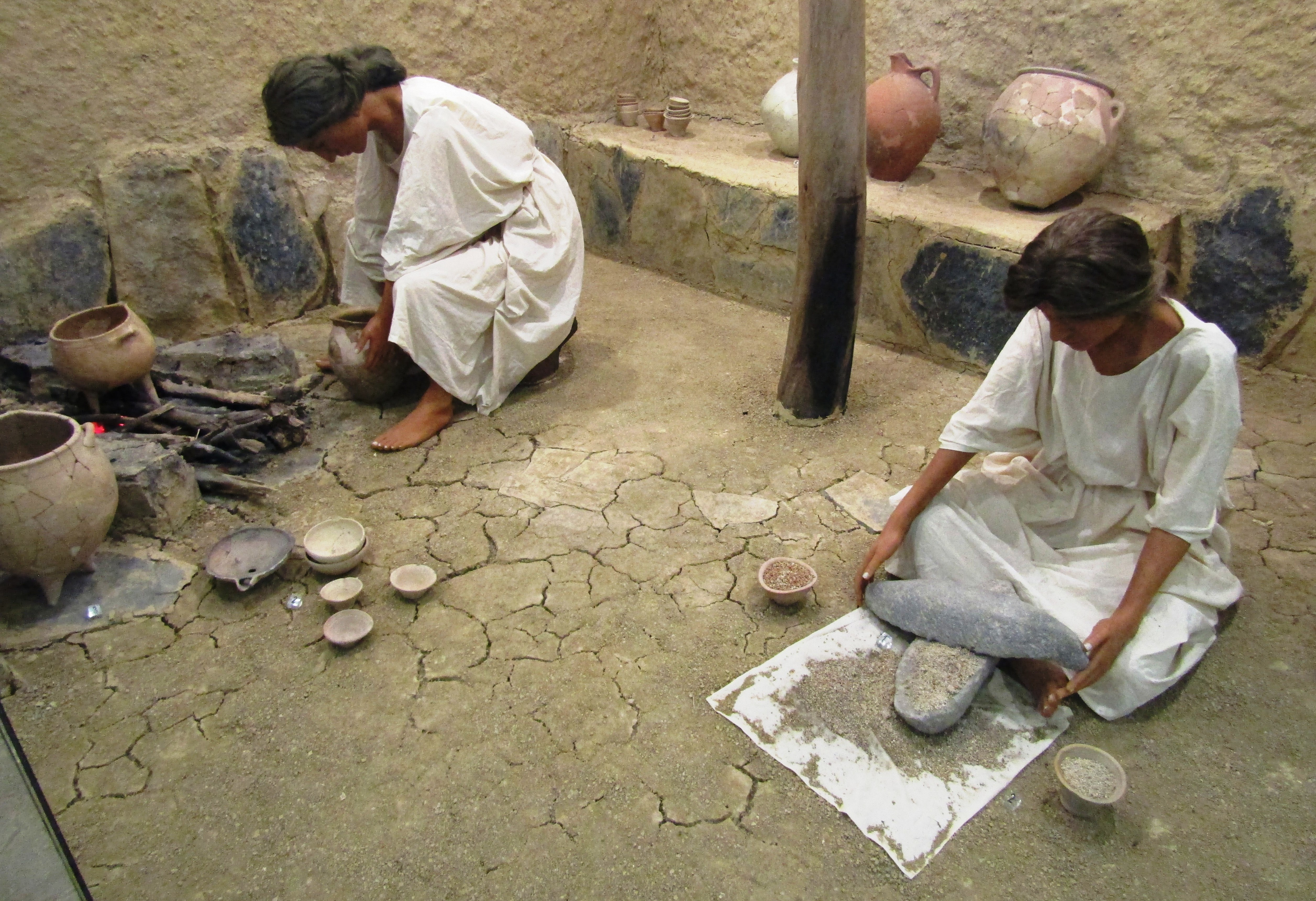
Реконструкція кухні мінойської доби

Перші поселення на південному краю Латмійської затоки, на південь від гирла річки Меандр з'явилися ще за неолітичної доби. З другої половини IV тисячоліття до н.е. можна говорити про виникнення міського центру, першим населенням якого, за міфологічними даними, були лелеги. У джерелах зустрічаються імена двох мілетських «царів» — Анакта і його сина Астерія. Щоправда перше ім'я означає просто «володар», а Астерієм звали також батька Міноса Старого, так що може йтися про пізнішу інтерполяцію. Легендарною видається і перша назва поселення на місці Мілета — Анактерія (начебто на честь Анакта).
У XVI—XV сторіччі до н. е. у Латмійській затоці з'явилися мінойці. Згідно з переказами переселенців очолював Мілет — онук Міноса Великого або ж спільник Сарпедона (критське селище Мілатос розташоване поруч із Маллією, яку деякі дослідники вважають резиденцією Сарпедона). До цієї доби відносяться знайдені у місті залишки фресок і зразки лінійного письма А.
Після загибелі мінойської цивілізації, Мілет заселили греки. Місто перетворилося на самостійну державу, що підтримувало зв'язки як зі східними сусідами, так і з материковою Грецією. В пілоських текстах, зокрема, збереглася згадка про якихось «мілетянок» (mi-ra-ti-ja). Згадувалося місто і в хеттських документах — під назвою «Мілаванда» або ж «Мілаватта» (щоправда, частина дослідників вважають хеттську Мілаванду — Міліадою) — відомо щонайменше півсотні таких згадок. Поступово греки змішалися з місцевим населенням і за доби Троянської війни Мілет вважали вже карійськім містом.
Близько 1000 до н. е. до Карії прибула нова хвиля переселенців з Європи — греки-іонійці. Міграція була такою масовою, що згодом усе узбережжя отримало назву Іонії. Мілет захопили вихідці з Аттики на чолі з Нелеєм, сином останнього афінського царя Кодра. За переказами вони знищили усіх місцевих чоловіків, взявши жінок собі за дружин. Царем Мілета став Нелей, легенди зберегли імена й кількох його ближчих наступників, зокрема Гіппокла, Фобія і Фрігія. Останній був відомий війнами з сусіднім Міунтом.

### «Перше місто Іонії»
Вдале розташування перетворило Мілет на найбільше і найбагатше місто Іонії. Водночас, зростання населення і соціальна напруга у місті змусила місцевих володарів одними з перших вдатися до виведення колоній — першими з яких стали Кізік (756 до н. е.) і Синоп (751 до н. е.).

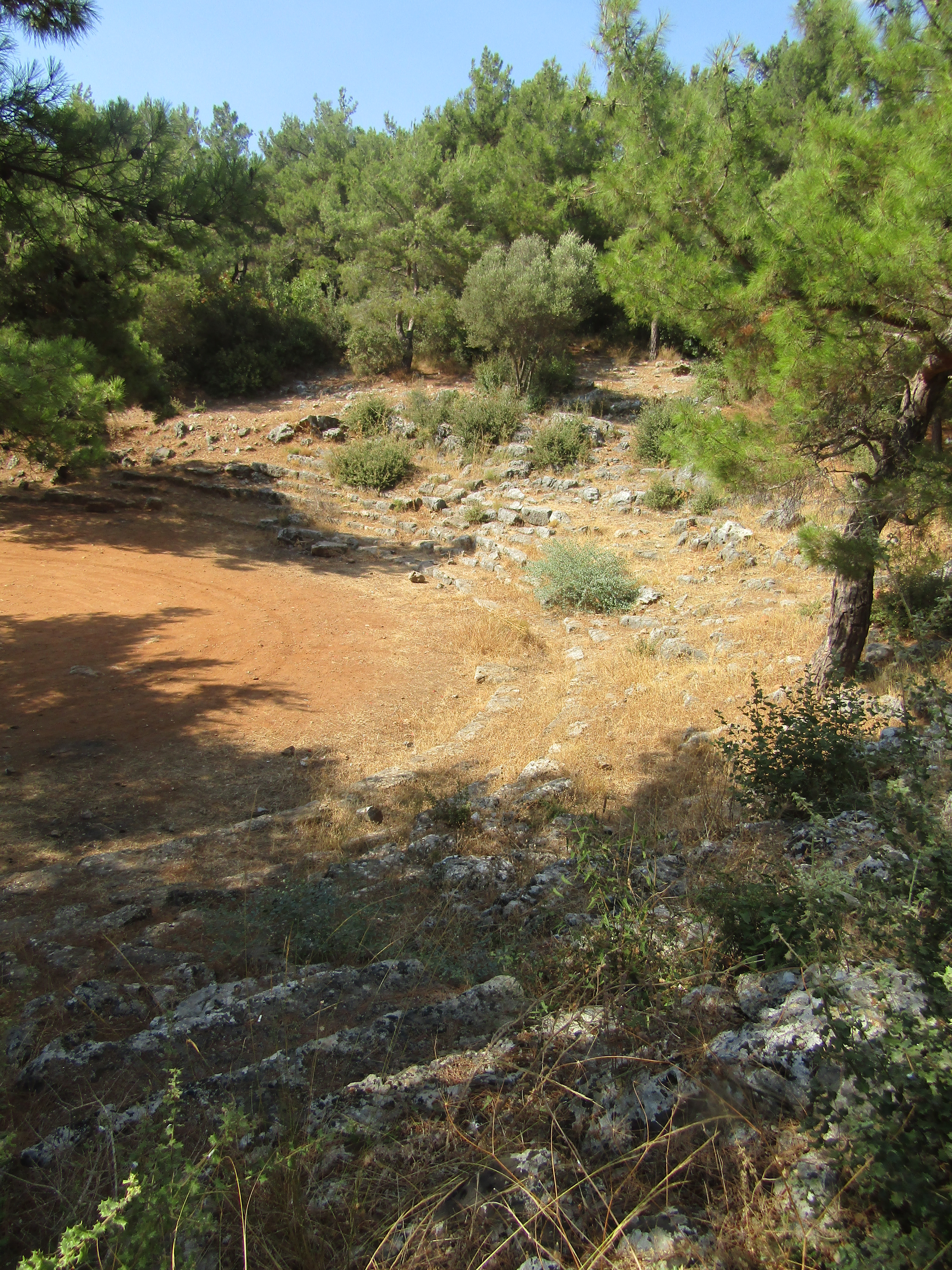
Залишки Паніоніону у сучасному селищі Гюзельчамли

Мілетяни були одними з ініціаторів утворення Іонійського союзу, до якого спочатку увійшло сім міст-держав, розташованих на анатолійському узбережжі і ближчих островах. Згодом кількість учасників союзу була розширена до дванадцяти — зокрема, за рахунок міст, що не були іонійськими за складом населення. Найвідомішою спільною акцією союзу була так звана Мелійська війна (близько 730 до н. е.), внаслідок якої було захоплене і зруйноване карійське місто Мелія, на місці якого було збудоване спільне святилище, присвячене Посейдону Геліконському — біля якого представники учасників союзу час від часу збиралися на наради.
Під час розподілу земельних володінь мелійців, однак, іонійські міста пересварилися. Під час Лелантської війни (720—660 рр. до н. е.) воювали між собою. Мілет, зокрема, підтримав Еретрію і його царі здійснювали досить ризиковані рейди через Егейське море, що свідчить про те, що вплив мілетян не обмежувався анатолійським узбережжям. Щоправда, не всі експедиції були вдалими. Про напад Фітрета на млійців згадують, як про невдалий. Натомість царю Леодаманту вдалося захопити місто Карист аж на Евбеї.

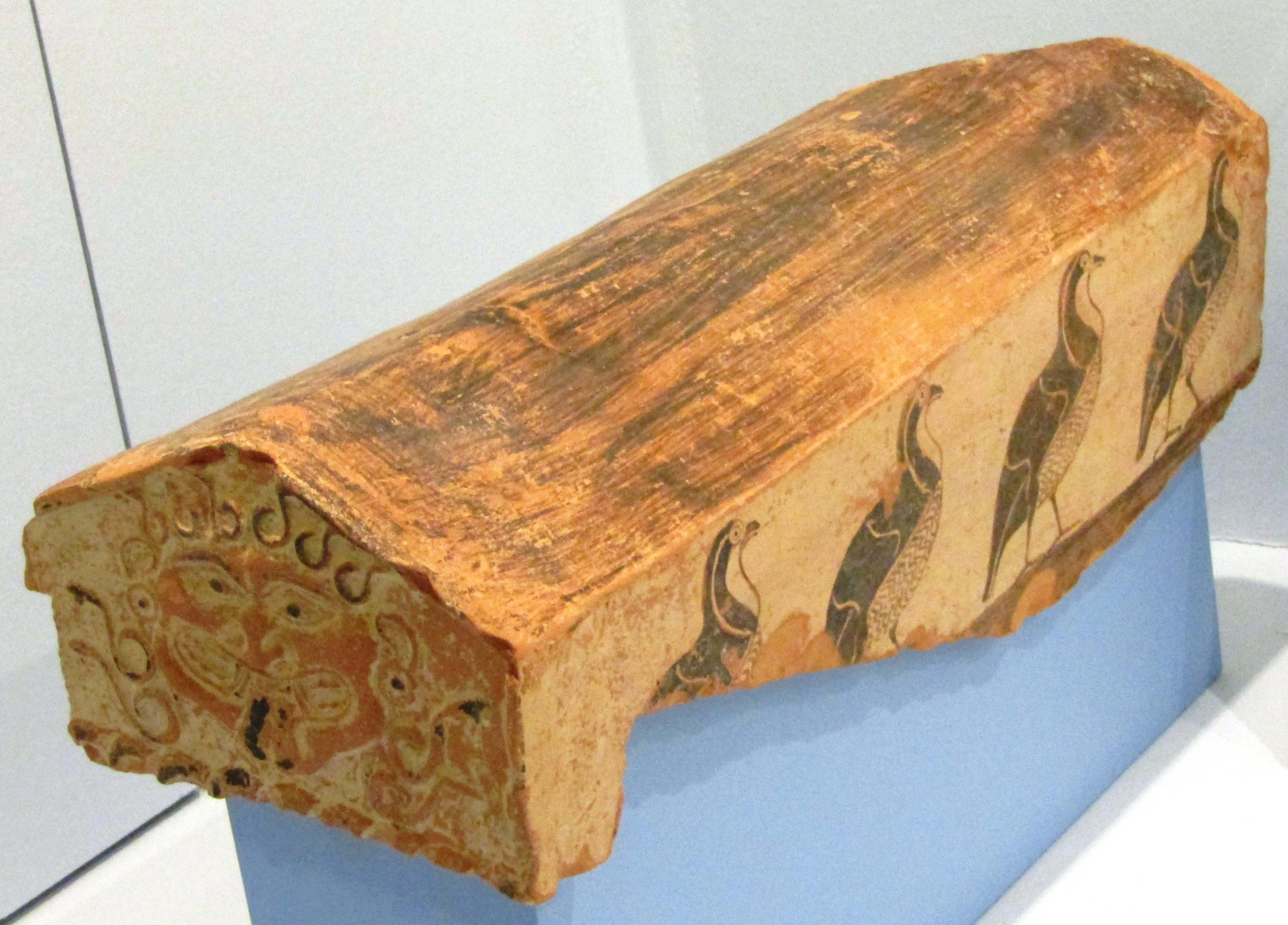
Фрагмент черепиці архаїчної доби, знайденої в Мілеті

Військові успіхи, однак, не змогли притамувати конфлікти всередині міської громади. Заколотники на чолі з Амфітром вбили Леодаманта, коли той прямував до храму Аполлона, аби відзначити перемоги гекатомбою. Царська влада була скасована. Родичі і прихильники Леодаманта знайшли прихисток в Ассесі, і нові керівники міста взяли його в облогу. Проте врешті-решт вигнанці перемогли. Амфітра вбили сини загиблого царя. Монархію вже не відновлювали, для створення нового політичного устрою мілетці обрали есимнетом (посередником) Епімена, наділивши його дуже широкими повноваженнями (він, зокрема, міг «вбивати усіх, кого захоче»). Які саме закони встановив Епімен джерела не повідомляють, обмежуючись лише повідомленнями про притягнення до відповідальності і конфіскацію майна заколотників. Відомо також, що після есимнетії Епімена Мілетом керувала колегія пританів.

### Талассократія. Тиранія Фрасибула

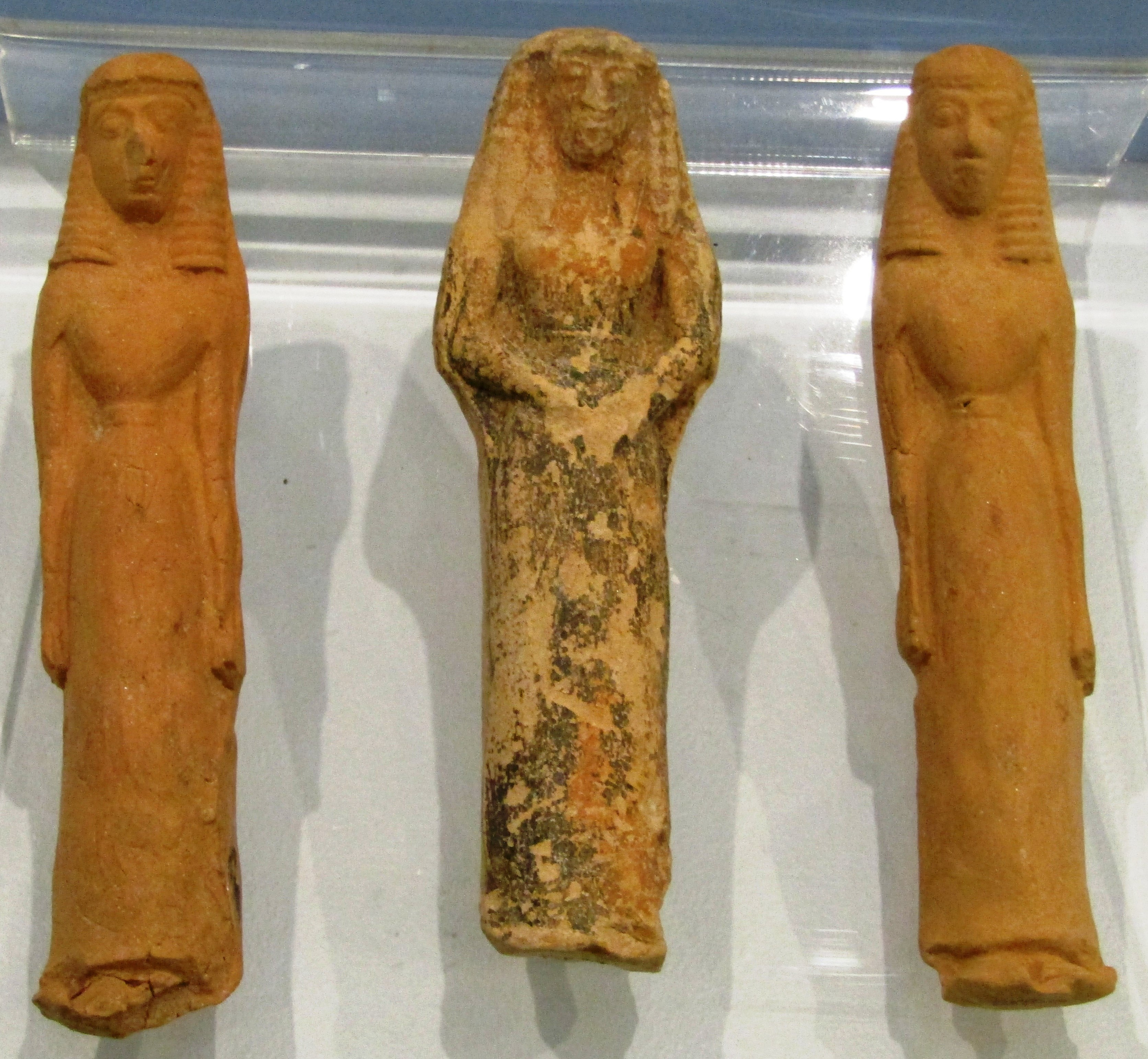
Теракотові жіночі фігурки архаїчної доби

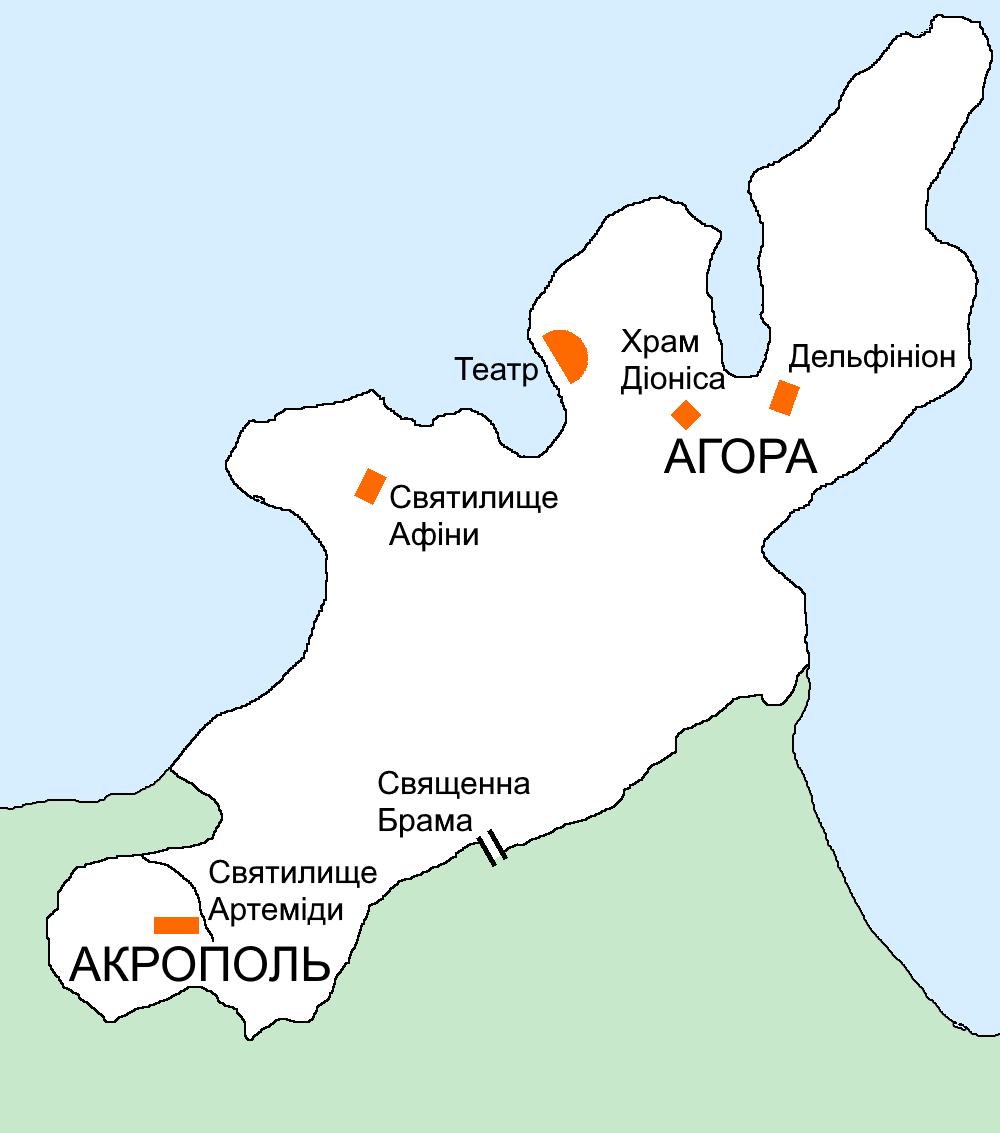
Мілет у VI ст. до н. е.

Досягнення суспільного компромісу і запровадження письмових законів сприяли швидкому розвитку міста, що після завершення Лелантської війни стрімко набрало сили, багатство і вплив. Мілетяни максимально скористалися не лише із взаємного послаблення евбейських міст, але й з того, що сусіди — Ефес, Магнесія, Лідія були зосереджені на боротьбі із загрозою з боку кімерійців. Коли ж було необхідно мілетці і самі бралися за зброю — так у союзі з хіосцями вони завдали поразки Еріфрам.
З середини VII століття до н. е. Мілет і Коринф встановили фактичну гегемонію над Грецією, очоливши водночас Велику колонізацію. Мілетські кораблі перетинали все Середземне море, надто ж ходили в Понт Евксінський, до гирла річки Танаїс. Лише на берегах Понту Мілет у добу свого розквіту мав 80-90 колоній, у тому числі Абідос, Томи, Ольвію і т. д. Особливий статус міста забезпечували й жерці храму Аполлона в Дідімах під Мілетом, благословення яких прагнули отримати засновники колоній і з інших міст.

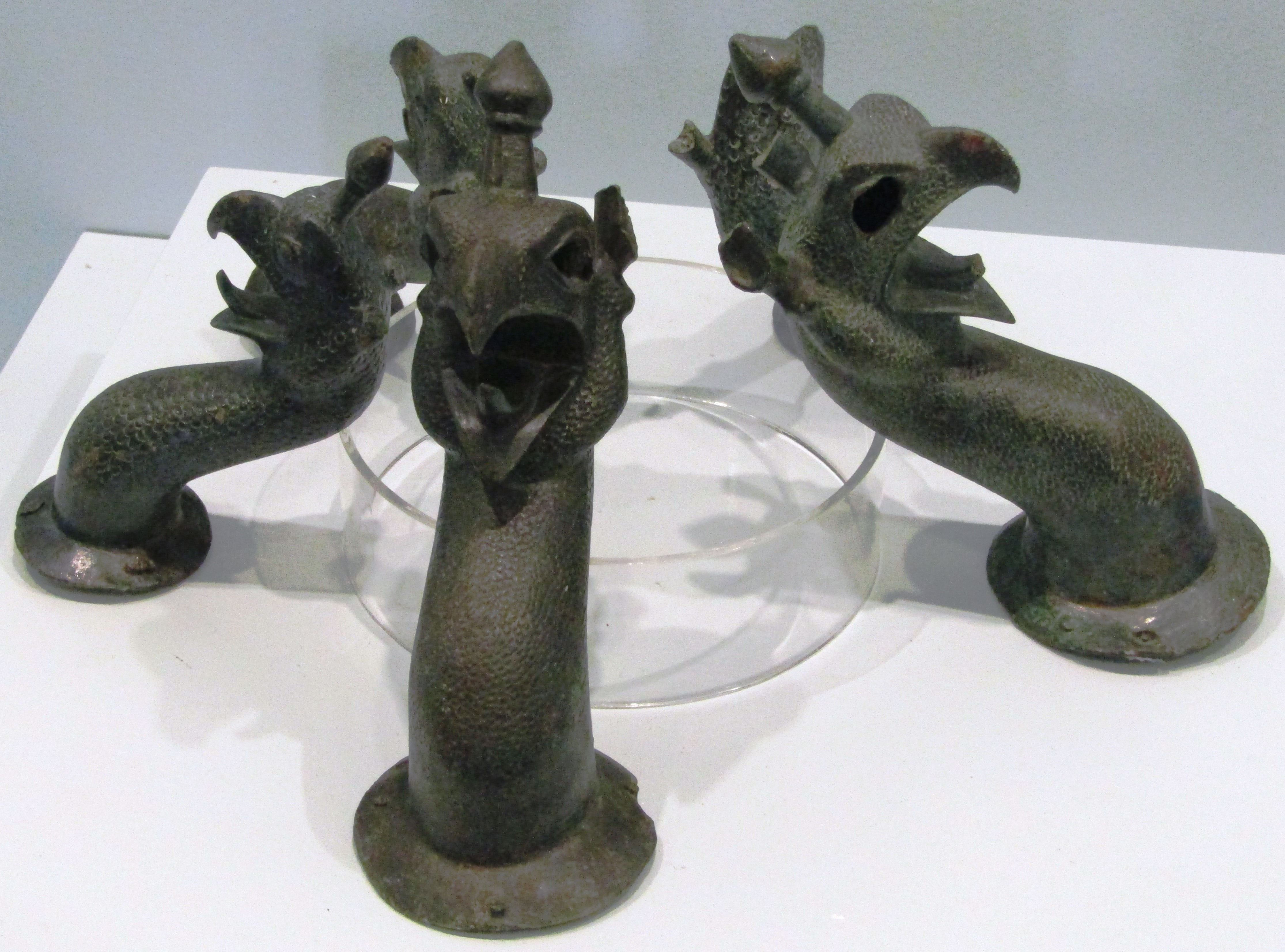
Ручки казана у вигляді грифонів

Посередницька торгівля збагачувала насамперед мілетську аристократію, яка міцно тримала владу у своїх руках, не допускаючи до свого коли вихідців з «низів». Водночас посилення конкуренції між владними угрупованнями створювало сприятливі умови для встановлення тиранії. У 616 до н. е. владу в Мілеті захопив Фрасибул. Його політика була спрямована на вгамування соціальних конфліктів і боротьбу з тим, хто намагався виокремитися з громади кричущим багатством. Водночас тиран намагався сприяти мілетській торгівлі і колонізації, встановив партнерські стосунки із Коринфом, почав карбувати власну монету, витрачав значні кошти на облаштування міста. У той час Мілет складався з двох частин — зовнішнього і внутрішнього міста; останнє мало особливу фортецю, хоча обидві частини були оточені однією стіною. Місто мало 4 гавані, які були захищені Трагасайськими островами (Ладе, Дроміск, Перно).

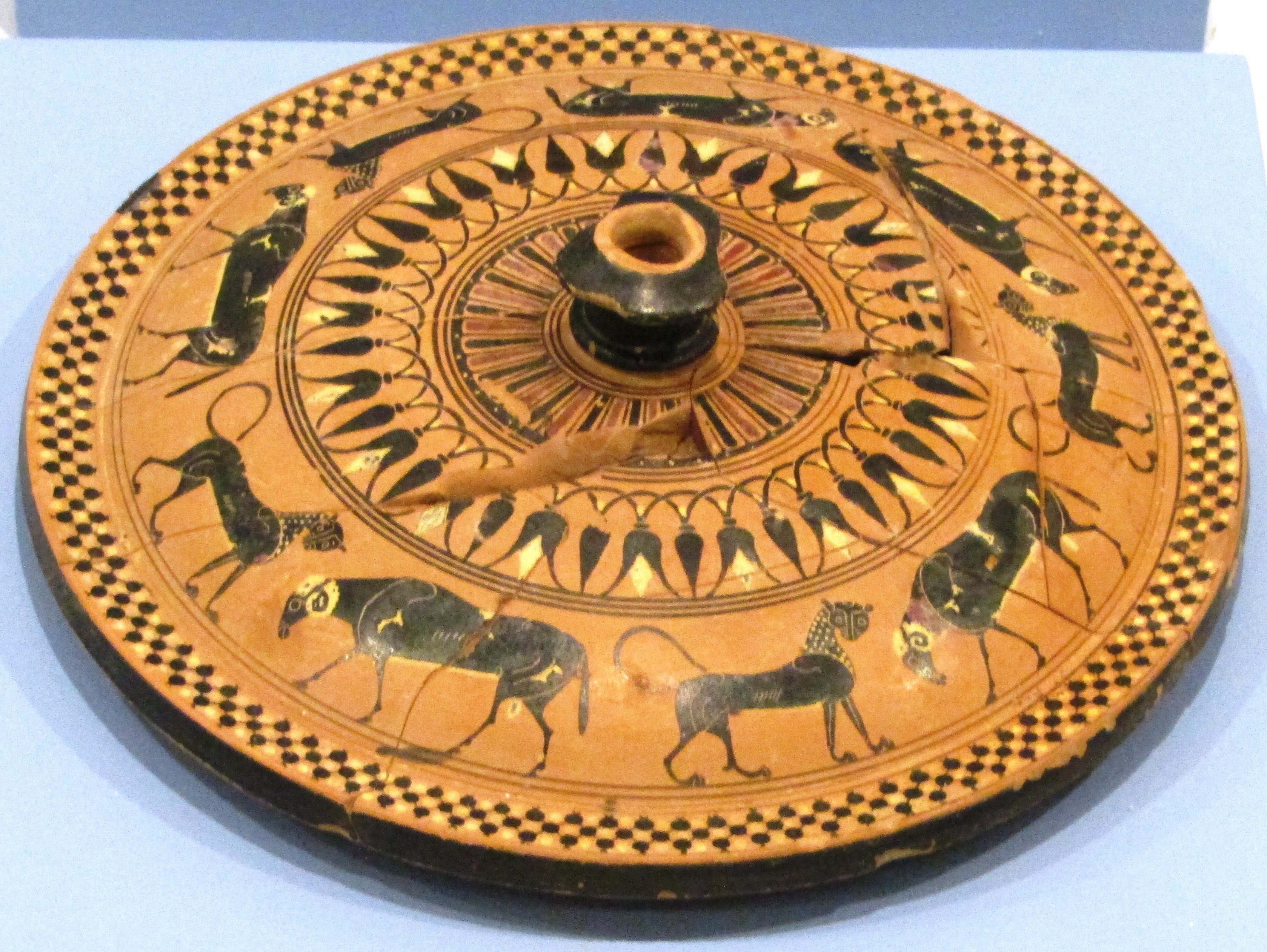
Кілік із зображенням тварин, знайдений в Мілеті

За свідченням більшості істориків тиранія Фрасибула була часом найвищого піднесення Мілета. Незважаючи навіть на виснажливу 12-річну війну із сусідньою Лідією (612 — 600 до н. е.), під час якої супротивник щорічно знищував хліб і вирубував дерева у мілетських володіннях. Двічі мілетяни зазнавали поразки у битвах на суходолі, але залишалися повними господарями на морі, тож лідійці так і не наважилися на штурм міста. Перекази стверджують, що укласти мир вдалося лише завдяки несподіваній хворобі царя Аліатта і хитрощам Фрасибула. Проте він забезпечив мирне співіснування двох держав протягом півсторіччя.
VI століття до н. е. стало часом справжнього розквіту мілетської культури. Радником Фрасибула був Фалес — засновник Мілетської філософської школи). Мілет був також батьківщиною філософів Анаксимандра і Анаксимена, логографів Кадма, Гекатея і Діонісія, письменника Аристіда.

### Конфлікти і втрата незалежності

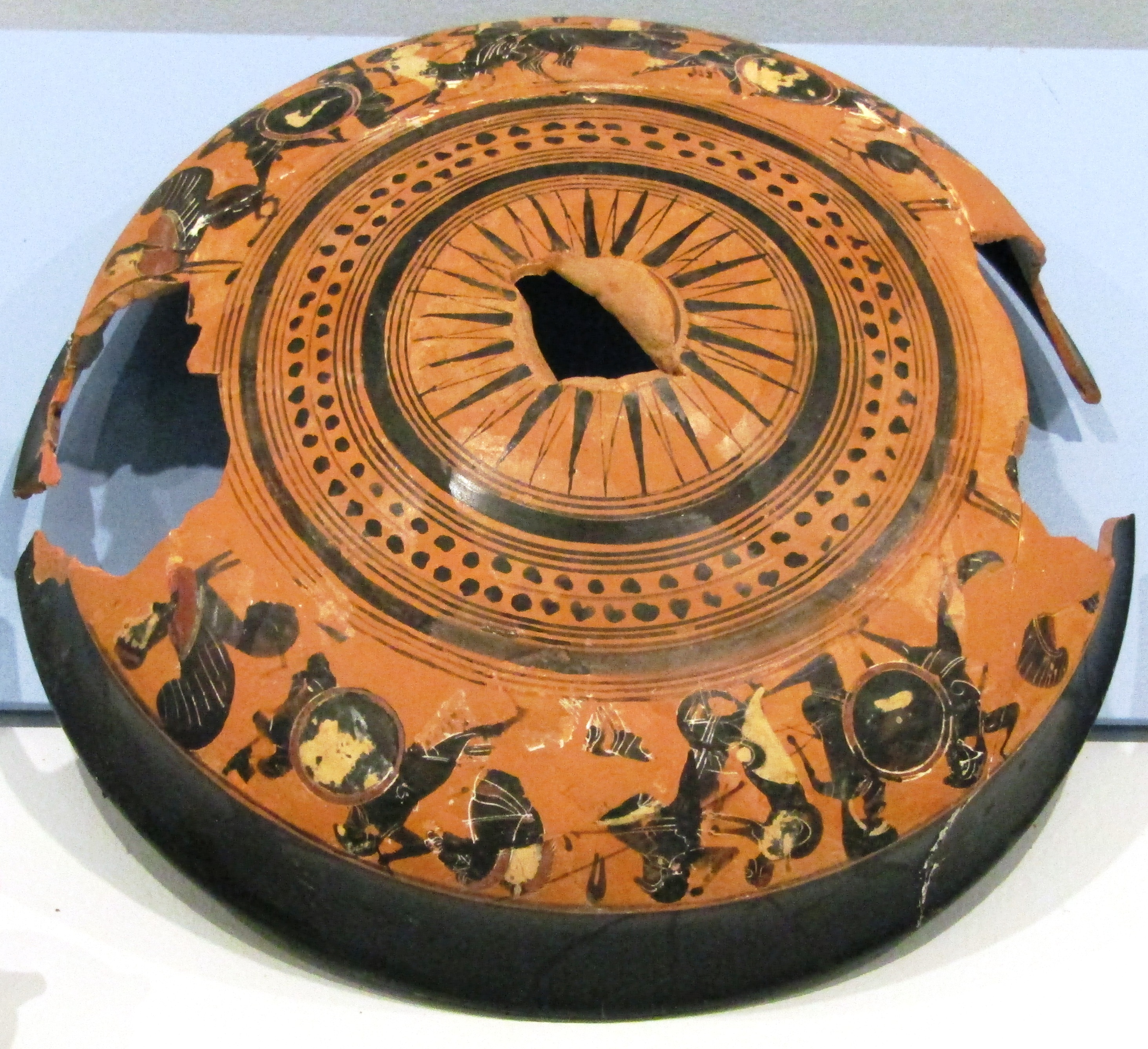
Кілік із зображенням військових сутичок, знайдений в Мілеті

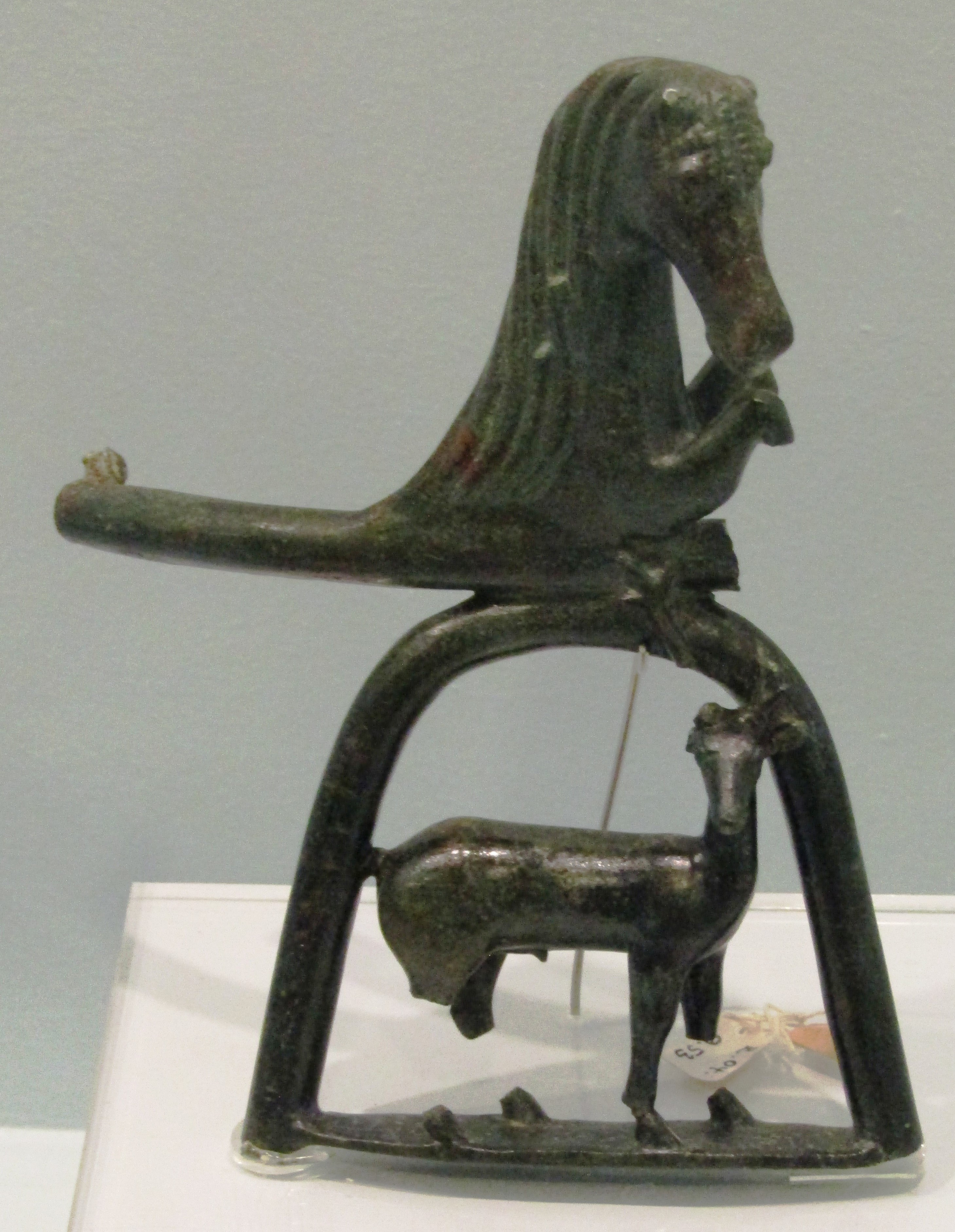
Бронзова прикраса для триножника

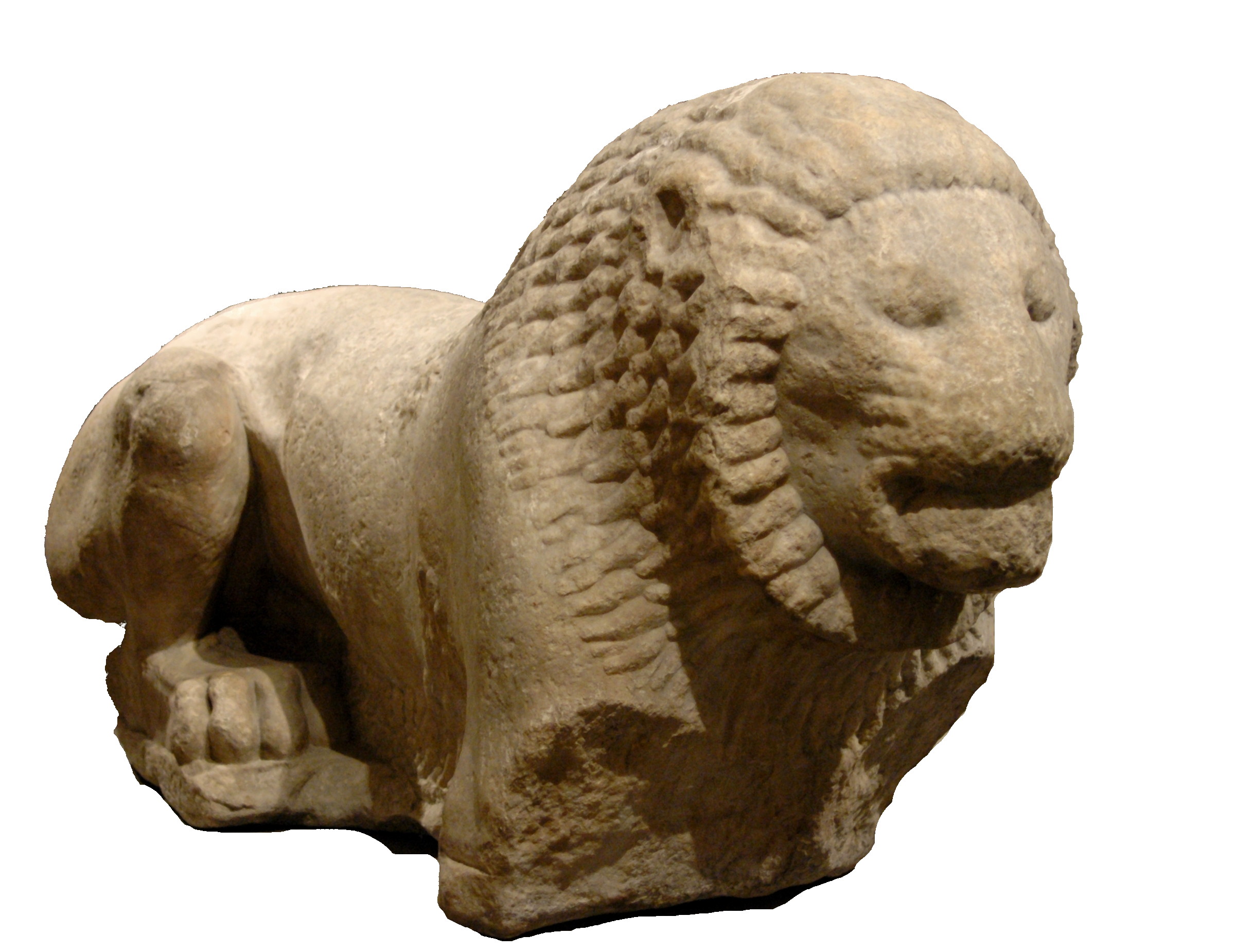
Мармуровий лев з мілетського цвинтаря — кінець VI століття до н. е., Лувр

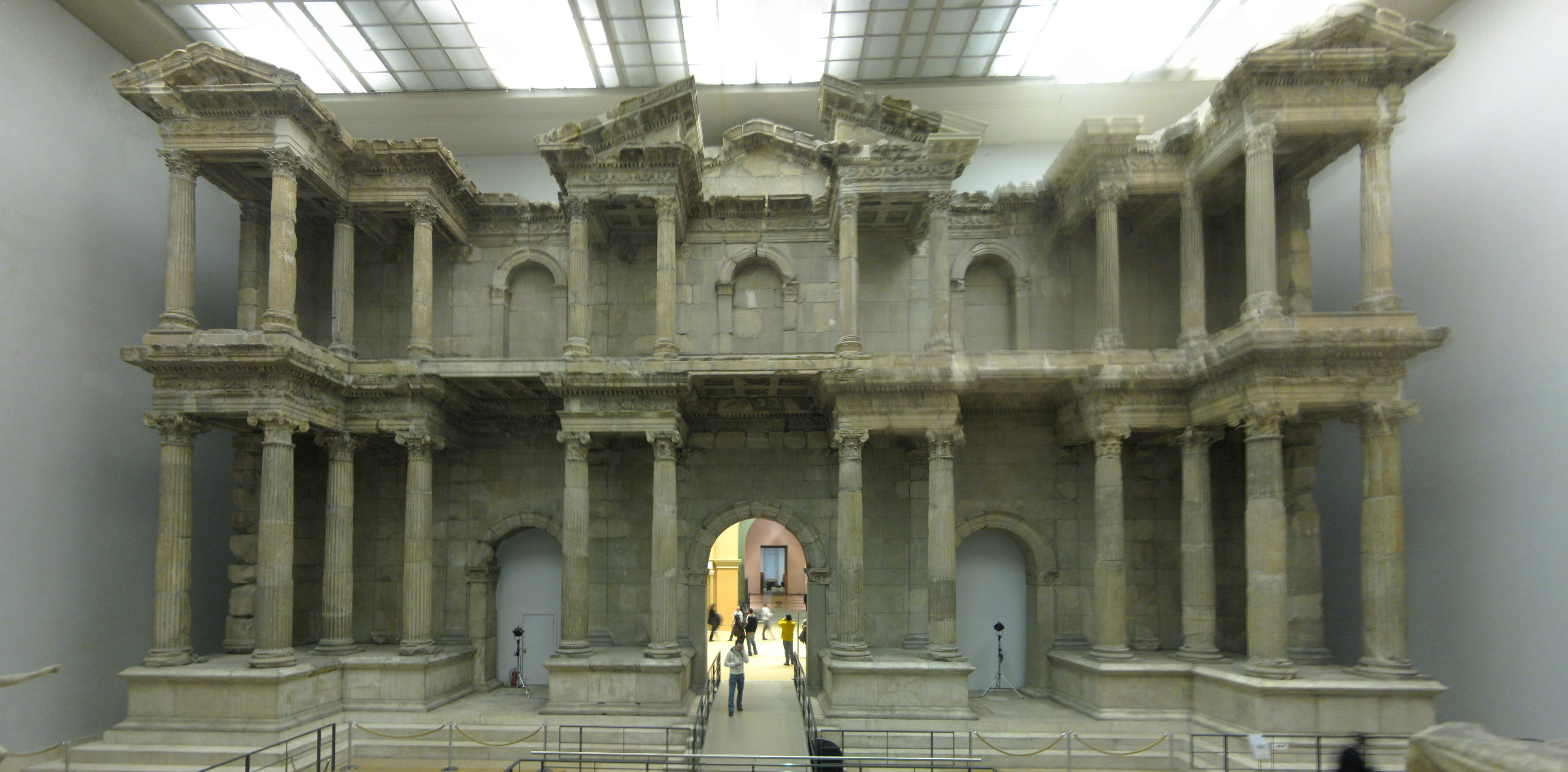
Ринкові ворота Мілета, Пергамський музей, Берлін

Після смерті Фрасибула у 590 до н. е. в Мілеті правили тирани Фоант і Дамасенор. На відміну від попередника вони спиралися на великих землевласників, лихварів і судновласників, чиї багатства зростали завдяки розвитку морської торгівлі (так званих дав.-гр. Αειναυται). Тим більше невдоволення тиранія викликала в незаможних і середніх верств, що врешті-решт домоглися позбавлення тиранів влади. Проте після скасування тиранії з новою силою спалахнув громадянський конфлікт — між заможною верхівкою (інтереси якої представляло угруповання, яке називали «плутіс») і рештою мешканців міста — «хайромахами» (тобто тими, хто заробляв на життя власними руками). Спочатку ініціатива була на боці ватажків демосу. Опоненти змушені були рятуватися втечею, а над їхніми дітьми була вчинена кривава розправа — їх затоптали биками. Коли прихильники олігархії взяли реванш — вони жорстоко помстилися — усі причетні до страт були вимазані смолою і спалені живцем — теж разом з дітьми. Конфлікт тривав кілька десятиріч, аж поки мілетяни змушені були звернулися до «зовнішніх» посередників, якими виступили паросці. За їхньою допомогою у місті був встановлений режим поміркованої олігархії, що спиралася на «міцних господарів» із селян, під егідою есимнетів з релігійної корпорації молпів.
Владу перського царя Кіра мілетці визнали добровільно — у 547 р.до н. е., ще до того, як той переміг Креза. В обмін на це перси визнали самоврядність і цілковиту самостійність Мілета у його внутрішніх справах, а частково — і в стосунках з іншими державами. Щоправда, з приходом до влади Дарія I політика щодо грецьких підданих стала жорсткішою. Західноанатолійські володіння Ахеменідів були об'єднані в єдину сатрапію з центром у Сардах, а в іонійських містах за перської підтримки владу почали здобувати тирани. В Мілеті, щоправда, тиранія була «виборною». Спочатку владу у місті отримав Аристоген, однак невдовзі його вигнали — за допомогою спартанців. Потім тираном став Гістіей, а коли того викликали до Суз, мілетяни обрали керівником (дав.-гр. επιτροπος) його зятя Аристагора.
Наприкінці VI ст. до н. е. економічне становище Мілета погіршилося. Фактична монополія на чорноморську торгівлю була зруйнована, коли афінянин Мільтіад Старший заснував Херсонес Фракійський, мореплавство в Егеїді потерпало від самоських піратів, до того ж в 510 р. до н. е. був зруйнований Сибаріс — головний торговельний партнер мілетян на Заході. Невдоволення в місті зростало, і Аристагор вирішив втамувати його приєднанням найбільшого острова Кіклад Наксоса, де саме тривав конфлікт між демосом і великими власниками, які звернулися до Мілета з проханням про допомогу. Однак наксоська експедиція Аристагора завершилася повним провалом. І тоді тиран вирішив розпочати повстання проти персів, ставши на його чолі.

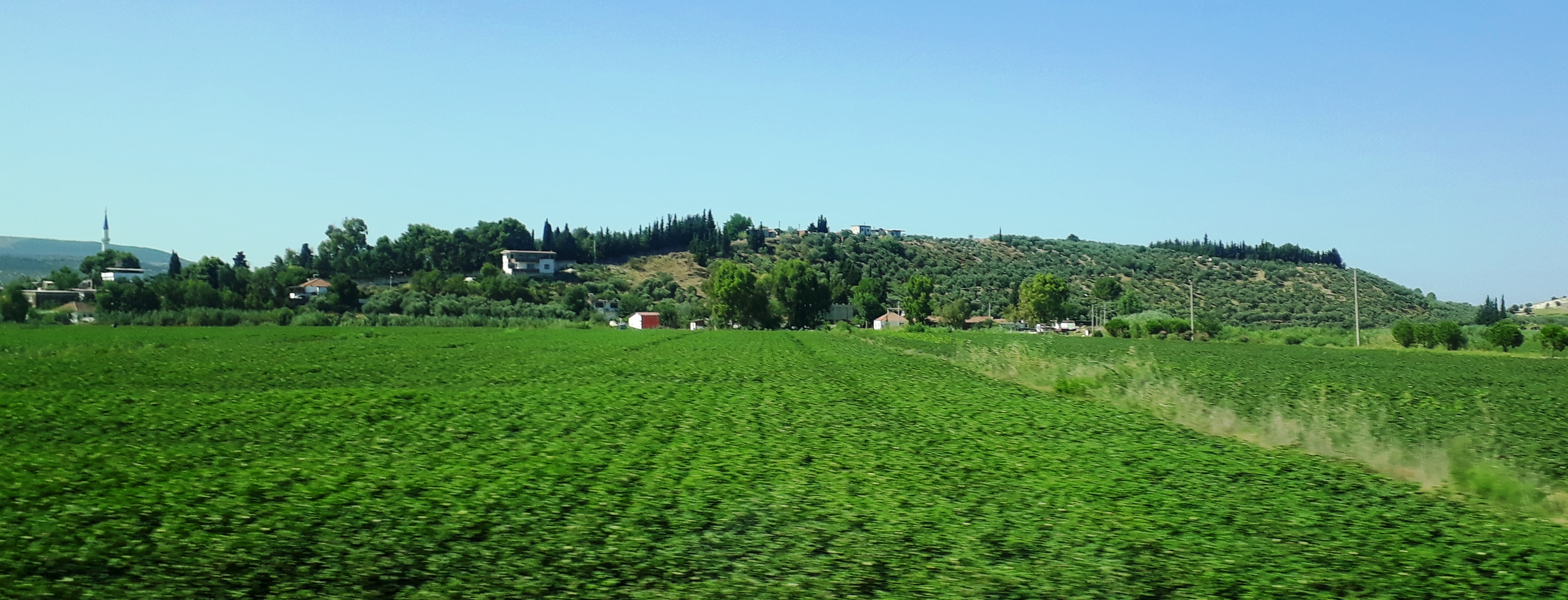
Острів Ладе, що з часом перетворився на пагорб серед Латмійської рівнини

Щоправда, у місті були і супротивники повстання. Гекатей Мілетський, який подорожував державою Ахеменідів і добре знав її можливості, попереджав, що виступ приречений на поразку, проте його не послухали. Не підтримали і іншу пропозицію Гекатея — про тимчасове відселення мілетян на острів Лерос. Спільний іонійський флот, про який говорив Гекатей, створили, але з запізненням. Утім, на початку повстанцям вдалося досягти чималих успіхів — у 498 до н. е. вони захопили і спалили Сарди — окрім цитаделі, де забарикадувався сатрап Артаферн, у 497 р. до н. е. об'єднаний грецький флот (в якому були не лише іонійські, але й афінські і еритрейські кораблі) здобув перемогу над фінікійцями біля Кіпру. Проте це лише прискорило трагічний фінал. Перси, зібравшись із силами, перейшли в контрнаступ, обравши головною його метою саме Мілет. Не чекаючи ворога, Аристагор втік до Фракії, де невдовзі загинув. Тираном став Піфагор. Вже в 495 до н. е. повстанці зазнали нищівної поразки біля острова Ладе — тобто на мілетському рейді. Місто протрималося в облозі цілий рік, коли ж перси його здобули — знищили дощенту. Тих з мешканців, які залишилися живими — обернули на рабів та відправили вглиб Перської держави, за деякими даними — розселили у Вавилонії, біля Перської затоки (494 до н. е.). Після цього розгрому Мілету вже ніколи не вдавалося відновити ані своєї сили, ані свого впливу у грецькому світі.

### Відродження і боротьба за автономію
У 492 р. до н. е. іонійські міста відправили до Артаферна посольство на чолі з Гекатеєм. Той переконав сатрапа дати дозвіл на відбудову зруйнованих міст в обмін на відновлення виплати податків до перської скарбниці.

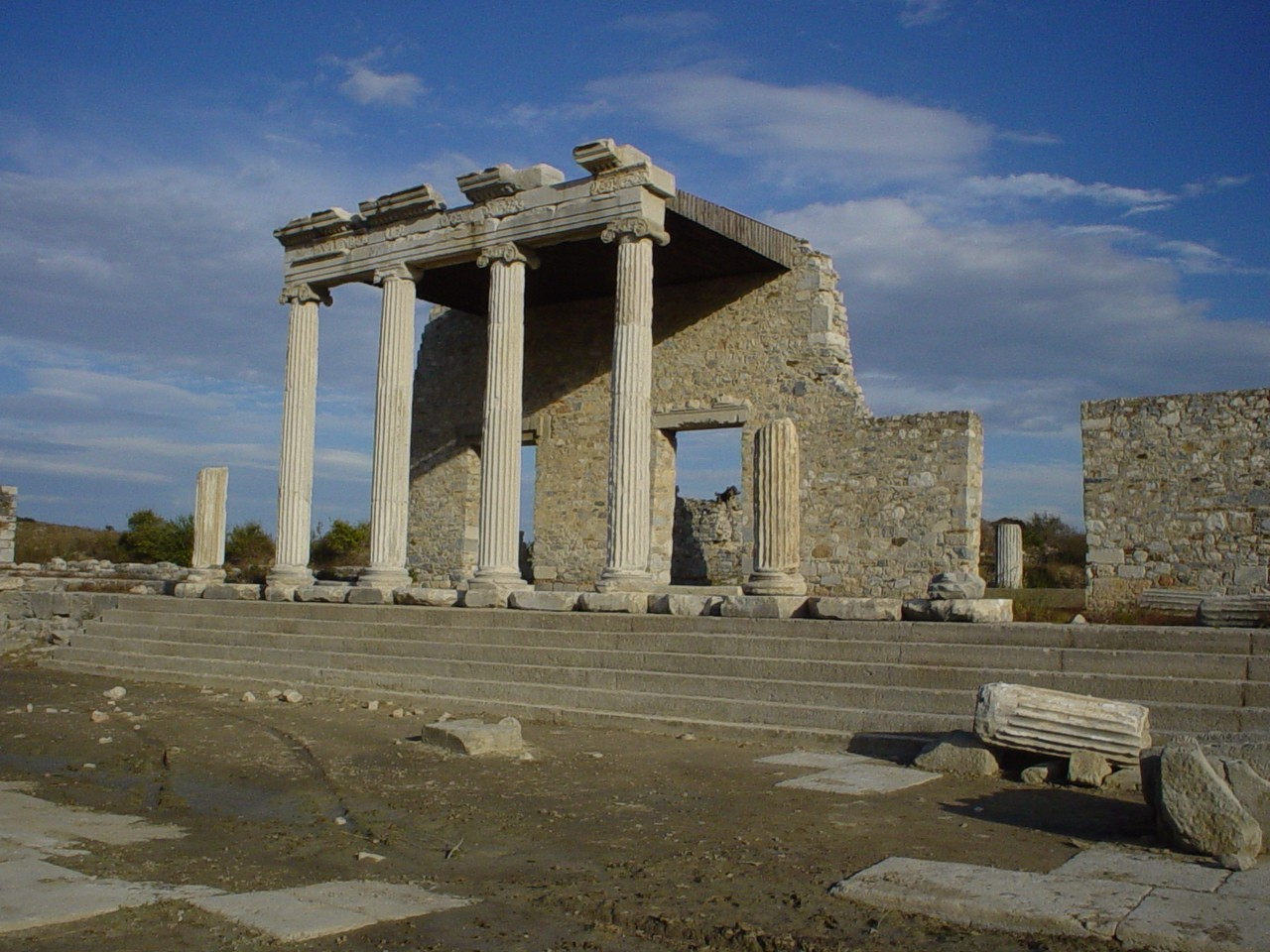
Мілетська стоя

Реконструкція Мілета, особливо його центральної частини, стала зразком міської забудови доби еллінізму. 479 року до н. е. з'явилося перше регулярне планування міста. Єдиний ансамбль складався з трьох зон:
- північна (порт, Північний ринок, палестра, гімнасій, головне міське святилище Аполлона Дельфінія);
- середня (північна брама Південного ринку, південний портик, булевтерій);
- південної (будівлі та площа Південного ринку).

Центром композиції був булевтерій з площею поряд із ним. Ця будівля, виконана у формі прямокутника, могла вмістити 1500 людей.
За ініціативою Мардонія змінилася і перська політика щодо внутрішнього устрою полісів. Тепер перси були проти тираній і підтримували помірковані олігархічні режими, зокрема і в Мілеті. Під час битви на мисі Мікале (на північний захід від Мілета) у 479 р. до н. е. у складі перського війська вже були загони мілетян — вони, щоправда, під час бою перейшли на бік спартанців і афінян. Після поразки персів відбудова міста пришвидшилась. Мілет увійшов до складу Делоського союзу, у відродженому місті було встановлено демократичний устрій — за прямої підтримки Афін. Перси від своїх претензій на місто не відмовились, але за угодою 449 р. до н. е. (так званим Каллієвим миром), поступилися Афінам правом збирати податки з Мілета на свою користь (і в тому ж обсязі — власне внесок іонійських міст до союзної скарбниці і був визначений за принципом «стільки, скільки платили персам»).

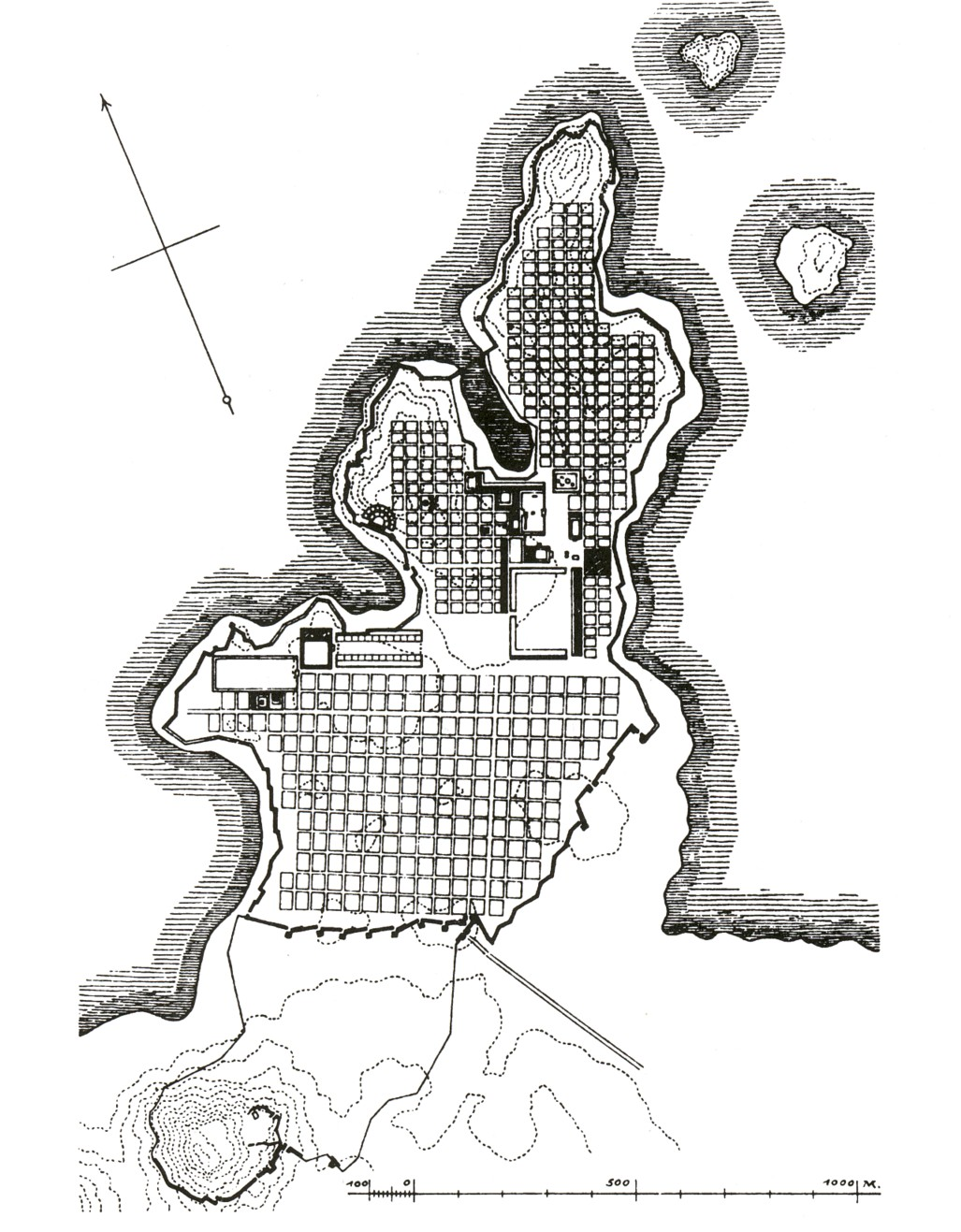
Міський план Мілета IV століття до н. е.

З початком Пелопоннеської війни мілетяни підтримали афінян, проте гегемонізм союзників з часом почав викликати все більше роздратування. У 412 р. до н. е. Мілет розірвав стосунки з Афінами і впустив до себе перський гарнізон. Місцевий сатрап Тіссаферн ставився до повстанців поблажливо і навіть зберіг внутрішній демократичний устрій міста. Навіть коли в Мілеті трапилися заворушення, під час яких спалили резиденцію самого Тіссаферна, сатрап не розірвав з містом союзницьких стосунків. Місто активно розбудовували, у 411 — 402 роках до н. е. Мілет отримав регулярне планування, за так званою, Гіпподамовою системою, названою на честь славетного архітектора, мілетця за походженням.

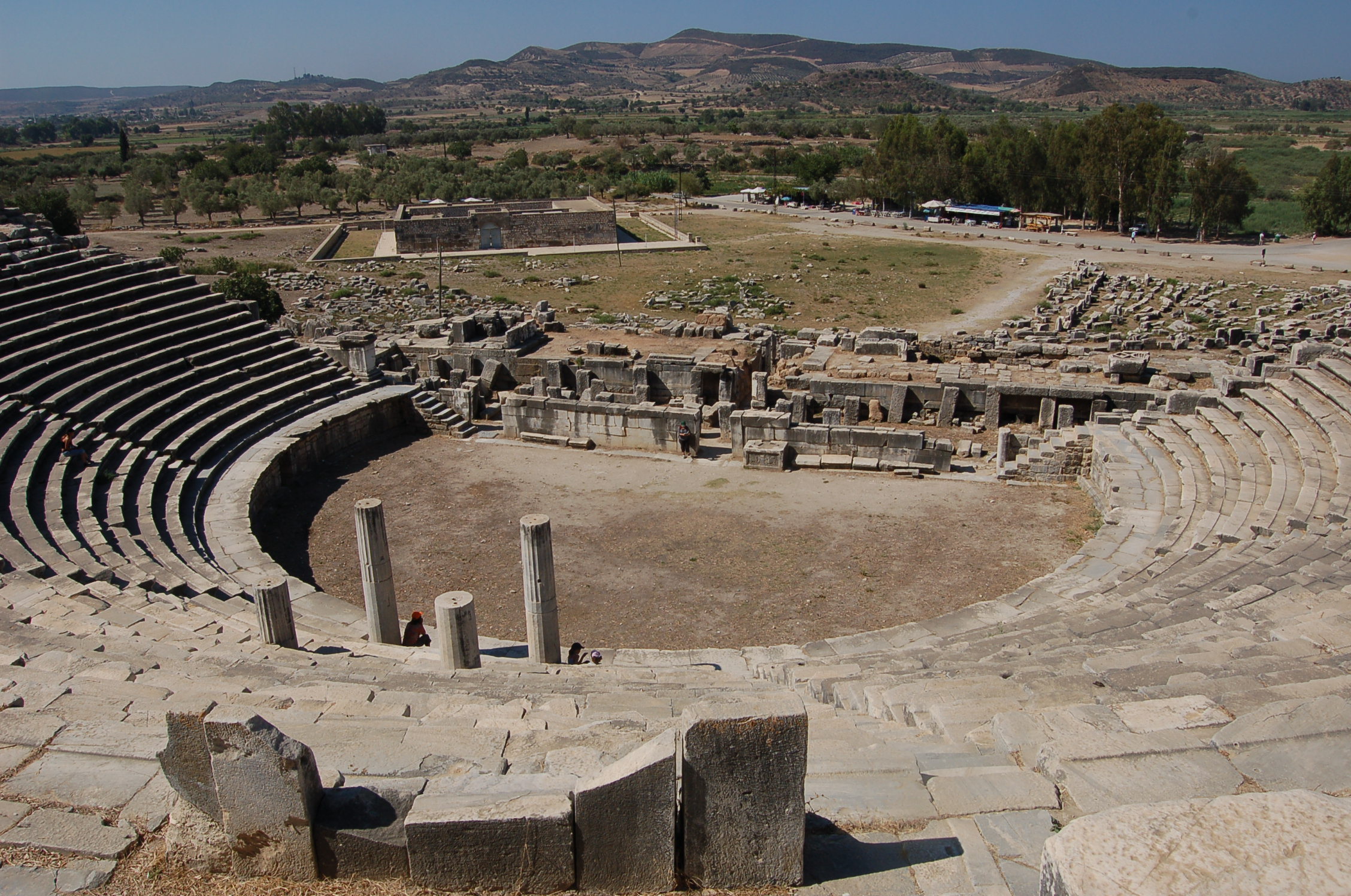
Театр стародавнього Мілета

Перська лояльність, щоправда, не влаштовувала спартанців, чий флот прийшов на допомогу іонійцям. Лісандр взагалі перевів флотилію до Ефеса, звідки почав організацію гетерій — своєрідних партій з прихильників олігархічного устрою — по всій Іонії. Це призвело до його конфлікту із Тіссаферном, і врешті-решт до усунення з посади наварха. Проте у 405 р. до н. е. Лісандр повернувся — і до керівництва флотом, і до Анатолії — і розпочав встановлення в іонійських містах режиму декархій — коли вся влада була зосереджена в руках колегії з десяти осіб, членів таємних «олігархічних» гетерій, особисто відданих Лісандру. В Мілеті Лісандр також допоміг олігархам перемогти прихильників демократів. А коли суперники досягли примирення, спровокував новий заколот і ввів — під виглядом «миротворців» — до міста своє військо. Під час спартанської окупації, за твердженням Плутарха тривав справжній терор проти прихильників демократії.

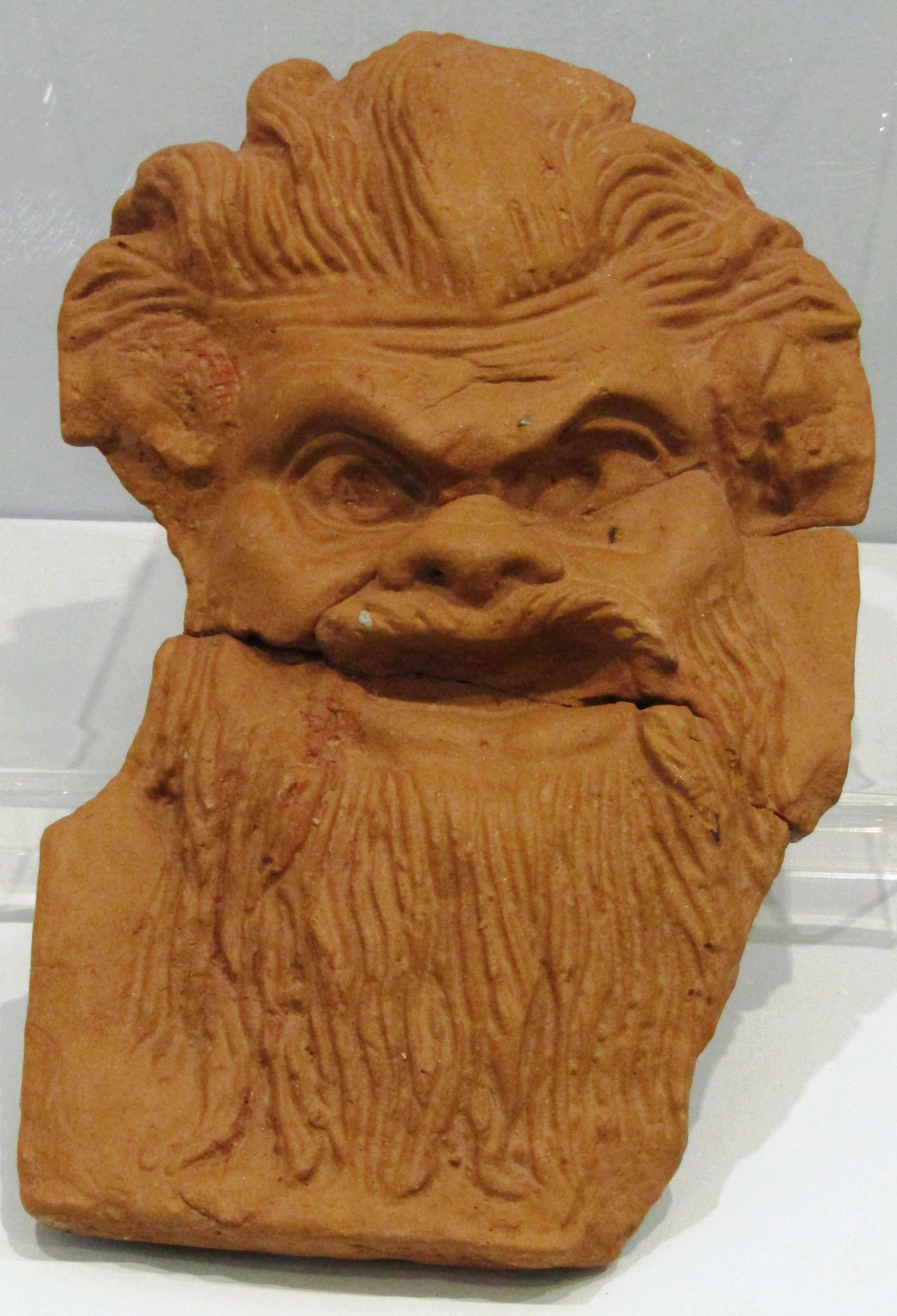
Театральна маска

Врешті Лісандр був відкликаний з Іонії, а місто знову зайняв Тіссаферн, який відновив помірковану демократію. Щоправда, на місто в той час з'явився новий претендент — каван Кір Молодший. Він навіть взяв Мілет в облогу, але так нічого й не домігся. Через рік Кір спробував захопити вже царський престол і під час цього походу загинув. Тіссаферна усунули з посади і стратили у 395 р. до н. е., спартанський флот зазнав нищівної поразки у 394 р. до н. е. біля Кніда, і надалі Мілет залишився під перською владою зі збереженням самоврядування. Володінням Ахеменідів місто змушені були визнати і інші греки — за Анталкідовим миром 387 року до н. е.
Після Тіссаферна сатрапом Карії став місцевий цар Гекатомн, який крок за кроком почав приєднувати до свої володінь автономні карійські громади та грецькі міста. Його син і спадкоємець Мавсол у 377-375 роках до н. е. після кількох спроб оволодів і Мілетом. Обійшлося без руйнувань, незмінним залишився і внутрішній устрій громади. Щоправда, із перенесенням Мавсолом столиці свого царства до Галікарнаса у Мілета з'явився потужний торговельний конкурент. Проте розвиток торгівлі в межах величезної держави Ахемендів, до якої після відновлення перської зверхності отримав доступ Мілет, приносив такі величезні прибутки, що містяни відчували себе в карійському підпорядкуванні цілком комфортно.

### Елліністична доба

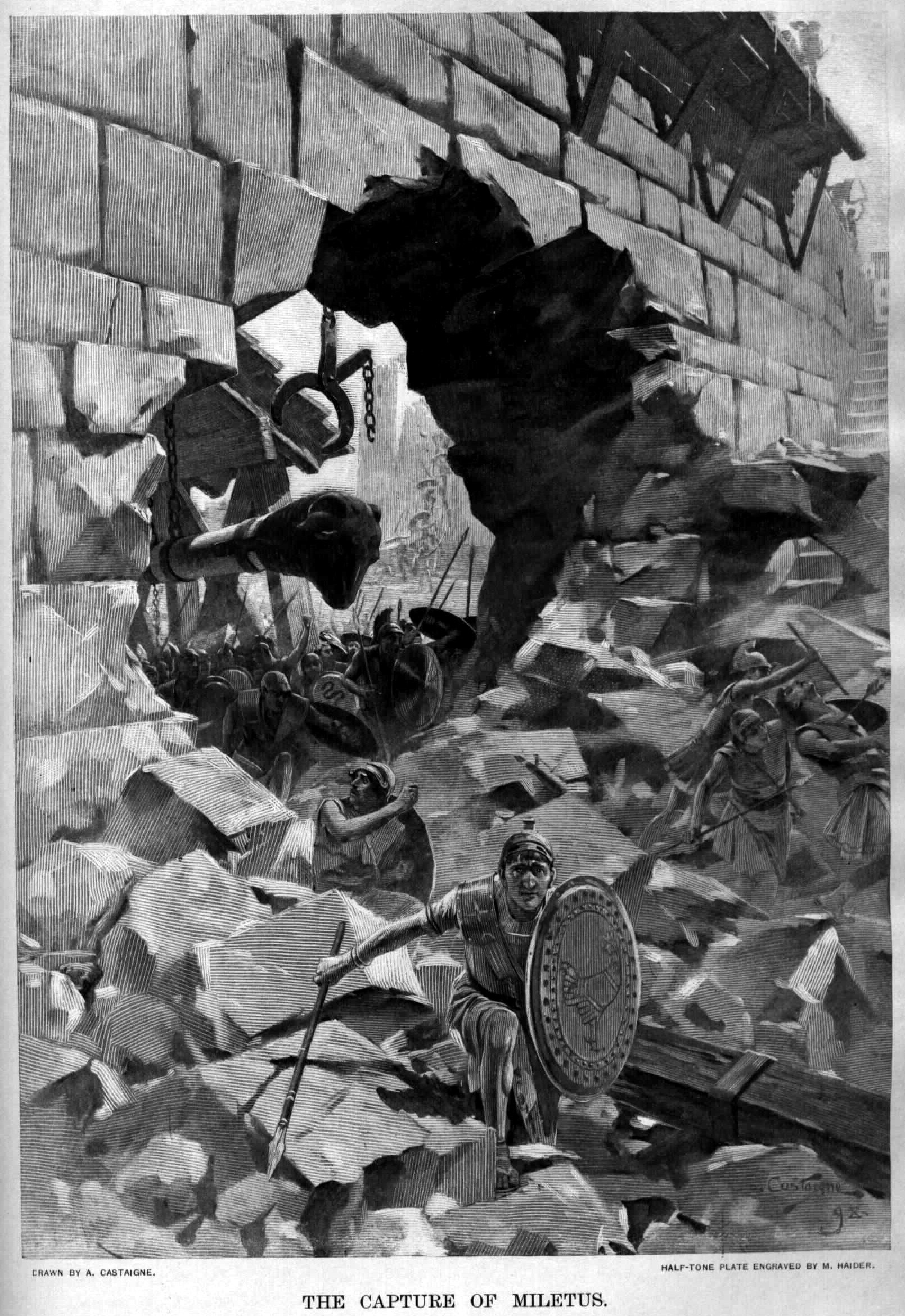
Здобуття Мілета. Андре Кастань (1898—1899)

Не дивно, що саме Мілет і Галікарнас були чи не єдиними містами в західній Анатолії, які наважилися чинити спротив Александру Македонському у 334 р. до н. е. Командувач перського гарнізону Гегістрат без бою віддав супротивнику зовнішні мури міста — намагаючись відтягнути час до прибуття перського флоту, але македонська ескадра персів все одно випередила, блокувавши місто з моря. Делегація поважних мілетців на чолі з Главкіппом намагалася переконати Александра відмовитися від штурму, обіцяючи надалі нейтралітет у його війні з персами, проте цар зажадав безумовної капітуляції. Наступного дня македоняни увірвалися до міста через проломи у мурах і десантувалися у гавань. Опір був відчайдушним, і цар урешті-решт вирішив продемонструвати шляхетність, помилував тих, хто залишився живим, і оголосив про утвердження в місті демократичного устрою. Щоправда, тепер у міста був очільник — стефанефор (дав.-гр. στεφανεφορος), і ним наступного року обрали самого Александра.
Перси з поразкою не примирилися, через кілька місяців їхній флот таки захопив Мілет, і відвоювали його вже воєначальники Александра (334 р. до н. е.). Після смерті царя у 323 р. до н. е. Іонія дісталася Антигону. Сподіваючись на підтримку містян в боротьбі з іншими діадохами, у 313 р. до н. е. Антигон «повернув» Мілету «свободу і самоврядування». Антигон невдовзі загинув і його справу продовжив його син Деметрій. У 288 р. до н. е. місто опинилося під владою Лісімаха, а після його загибелі дісталося Селевку I (281 р. до н. е.)

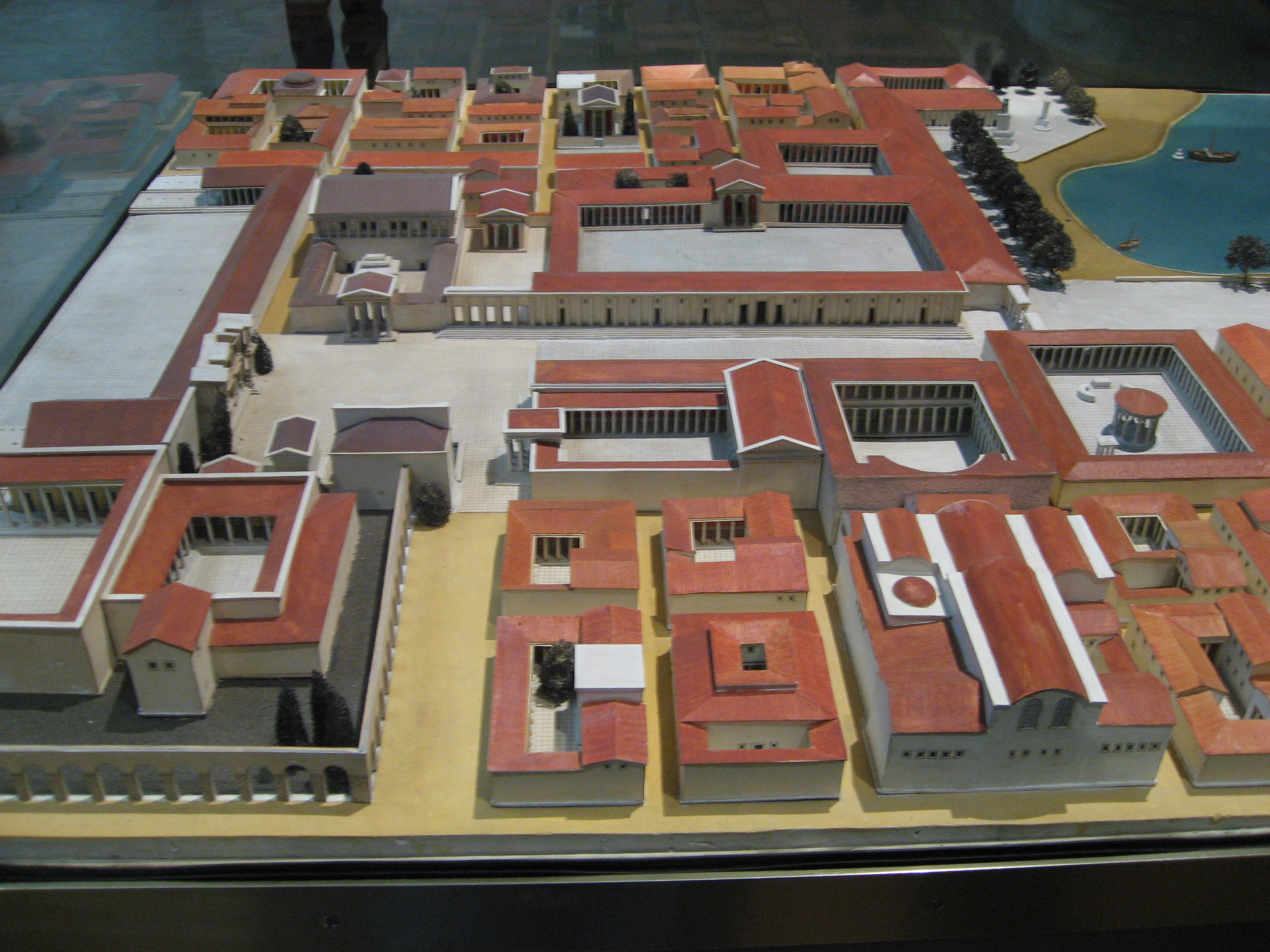
Центральна частина Мілета елліністичної доби. Реконструкція

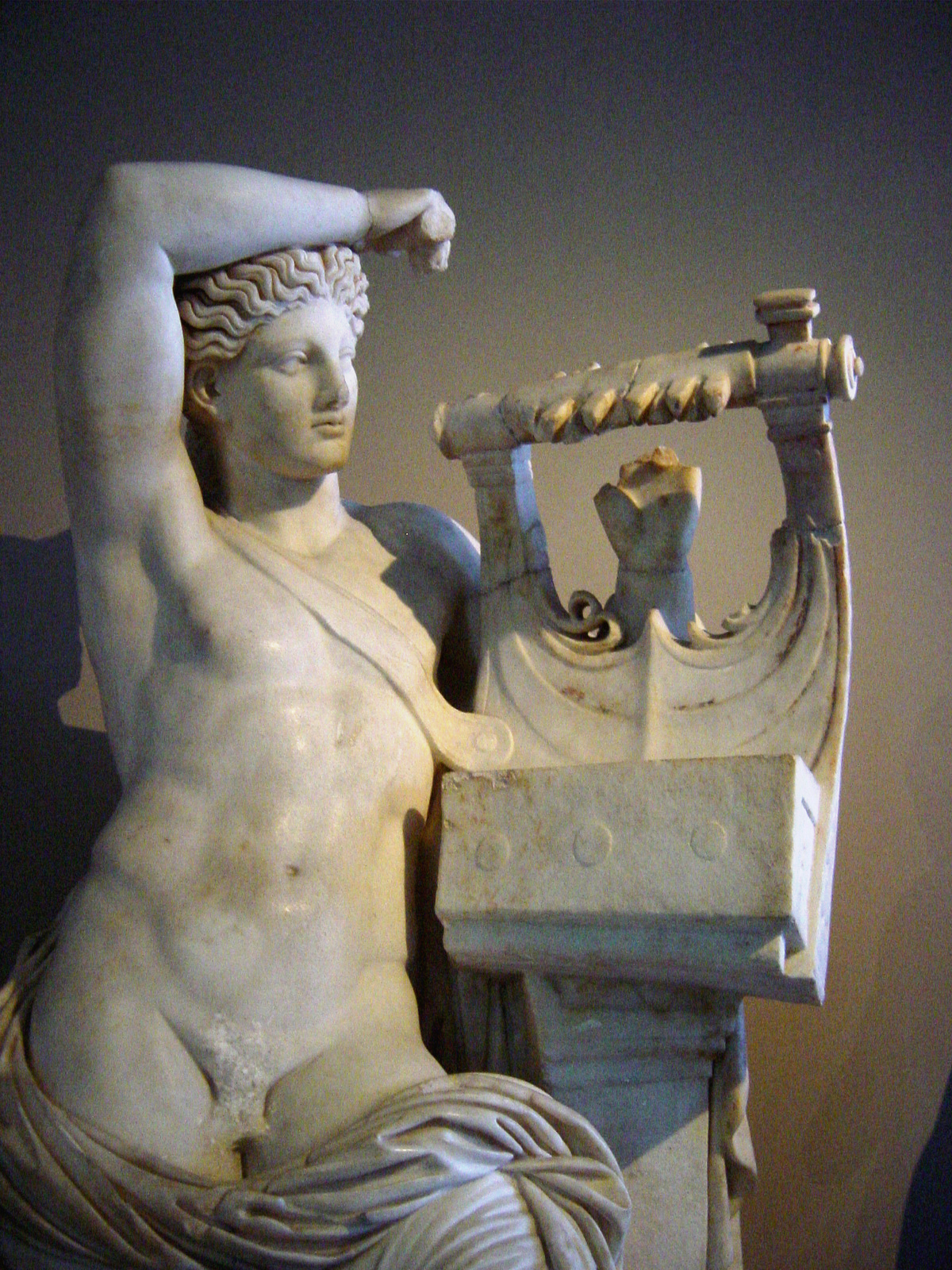
Аполлон з кіфарою. Скульптура, знайдена у Мілеті

Селевкіди ставилися до Мілета з особливим пієтетом. За їхнього панування в місті була відновлена дія демократичної конституції (зрозуміло, при визнанні верховенства царської влади). Формально вся влада в місті належала народним зборам на чолі з обраними ними епістатами (дав.-гр. επιστάται, «захисники», «протектори»), які представляли Мілет у зовнішніх зносинах і готували для зборів законодавчі пропозиції. Притани і надалі очолювали виконавчу владу, яку здійснювала рада (буле), але переобирали пританів щомісяця. До тож частину виконавчих функції виконували так звані радники (дав.-гр. συνεδροι), яких також обирали народні збори прямим голосуванням.
У 279 р. до н. е. Мілет захопив Птолемей II. Для того, щоб зібратися з силами Селевку знадобилося кілька років і у 274 р. до н. е. він розпочав проти Єгипту першу сирійську війну, яка велася, зокрема, і за відвоювання Іонії. Проте перемога залишилася за Птолемеєм (271 р. до н. е.). Мілет надалі підтримував єгиптян і в боротьбі з македонянами під час Хремонідової війни (267-262 рр. до н. е.). Та у 261 р. до н. е. єгипетський гарнізон із міста вибив ватажок загону найманців Тимарх, який встановив в Мілеті свою тиранію. За кілька місяців тиран навів стільки жаху на громадян, що після того, як у 260 р. до н. е. Тимарха скинув сирійський цар Антіох II, вони офіційно оголосили його богом — в історію цар увійшов саме як «Антіох Теос». Птолемею II довелося визнати владу Селевкідів над Мілетом, мир з якими був скріплений династичним шлюбом (253 р. до н. е.) Щоб надалі уникнути спокуси встановлення тиранії, мілетську конституцію «вдосконалили». Відновлено посаду стефанофора, пританів «урівноважили» секретарями ради, з'явилися посади ейременів (дав.-гр. ηειρεμενοι) — обраних представників від кожної філи, запроваджено правило, за яким законодавчі ініціативи на розгляд народних зборів виносили лише за загальної згоди ейремнетів і радників.
Під час третьої сирійської війни (246 — 241 рр. до н. е.) Мілет вчергове опинився під владою Птолемеїв. У 228 р. до н. е. єгиптян вибив з міста Антигон III Досон. Але македоняни у Карії не затрималися, а Мілет фактично став незалежним. Мало не в останнє в історії міста спостерігався підйом громадянського життя. У 201 р. до н. е. місто підтримало родосців у боротьбі з македонським царем Філіппом V — щоправда, ті зазнали поразки просто у гавані Мілета. Утім, і цього разу македонянам не судилося закріпитися в цьому куточку Егеїди, адже вони зазнали поразки від римлян.

### Римська влада. Занепад

Зміни лінії берега у Латмійській затоці в давнину

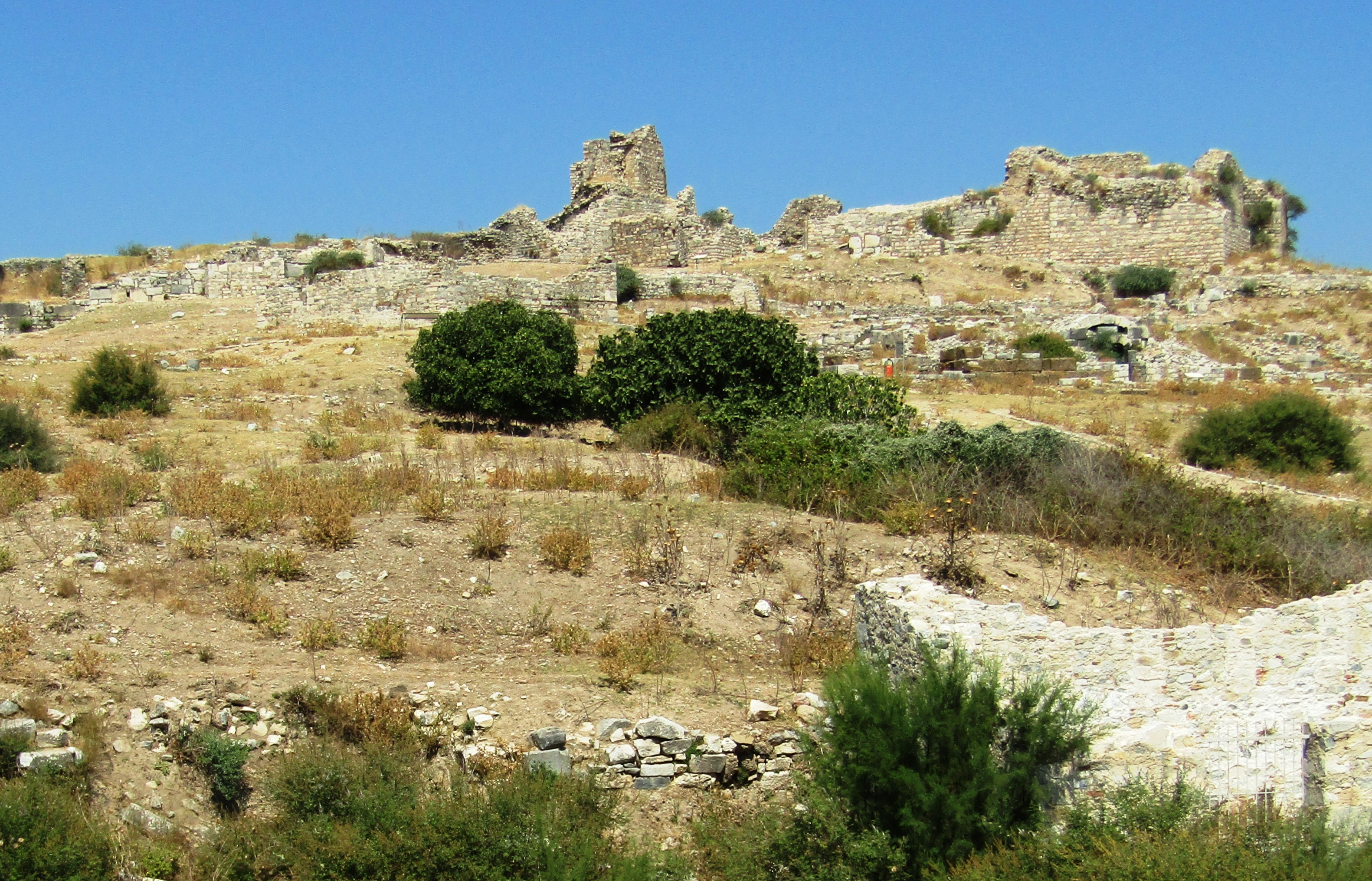
Руїни візантійської фортеці над театром

У 197 р. до н. е. Мілет до своїх володінь приєднав Антіох III, проте у війни з римлянами місто надало допомогу його супротивникам. На знак вдячності, після своєї перемоги під Магнесією (190 р. до н. е.), римляни проголосили Мілет «вільним містом».

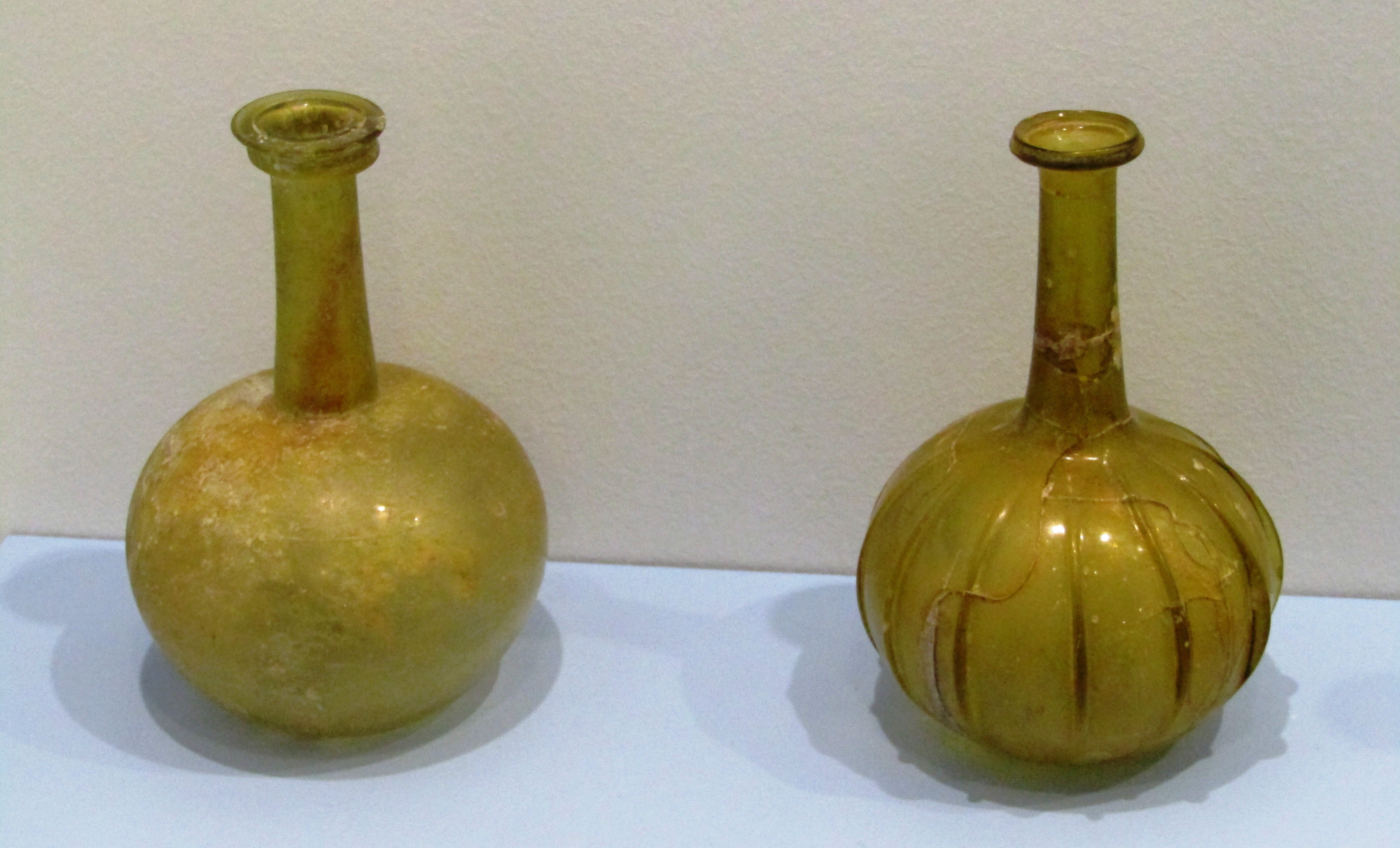
Скляні пляшки римської доби

Щоправда, досить швидко місто опинилося під владою іншого союзника Рима, Пергаму, і вже в 133 р. до н. е., разом з ним перейшло під безпосередню римську владу — зі збереженням автономії. У 85 р. до н. е. Мілет був позбавлений і її.
У 65 р. до н. е. Помпей відновив міську «свободу», проте на той час це вже було швидше формальністю. На початку нової ери місто відвідав апостол Павло — перед своїм відбуттям до Єрусалиму. У «Діяннях Апостолів» зберігся опис зворушливої сцени прощання апостола з пресвітерами ефеської церкви.
На той час Мілет вже занепадав, але не внаслідок руйнувань чи ворожої окупації. Занепад мав цілком природні причини — замулення Латмійської затоки. Обміління не дозволяло Мілету приймати кораблі, а згодом море взагалі відступило на кілька кілометрів. Місто було позбавлено головного джерела свого існування і мешканці залишили його.
У візантійські часи на місці великого міста існувало лише бідне селище Палатія, а залишки театру використовували як фундамент для невеличкої фортеці, руїни якої і досі зберігаються посеред спорожнілої території Мілета.
Назва мілетців (грец. Μιλήσιοι) у давнину використовувалась для позначення щасливих людей, так би мовити «пестунів щастя».

## Колонії Мілета
| - Кізік - Проконнес - Абідос - Кардія - Паріон - Лерос - Аполлонія Понтійська - Одессос - Томи - Істрія - Ніконій - Тіра - Ольвія | - Пантікапей - Феодосія - Керкінтида - Танаїс - Пітіус - Діоскарій - Фасіс - Трапезунд - Керасунт - Котіори - Кітор - Сезам - Пітія | - Аполлонія Ріндакська - Мілетополь - Артак - Астіра - Арісба - Пріап - Борисфеніда - Гіенос - Лімни - Мірмекій - Тірітака - Навкратіс |

## Відомі мілетці
| - Фалес - Анаксімандр - Анаксімен - Аспасія - Гекатей Мілетський - Гіпподам | - Кадм (логограф) - Арістід Мілетський - Ісидор Мілетський - Ісіхій Мілетський - Демодам |